# Dädesjö gamla kyrka
Dädesjö gamla kyrka är en kyrka från 1200-talet, belägen i Dädesjö i Växjö kommun i Småland. Kyrkan förvaltas av Statens fastighetsverk. I byn finns även Dädesjö nya kyrka uppförd 1795 för att ersätta den gamla kyrkan.

## Kyrkobyggnaden
Kyrkan, varav endast långhuset återstår, är uppförd i romansk stil. Den räddades från rivning när den nya kyrkan byggdes under 1700-talet. Kyrkan tjänade sedan under många år som sädesmagasin och förråd.
Det som har gjort kyrkan känd, även internationellt, är de omfattande medeltida vägg- och takmålningarna som är mycket välbevarade och aldrig övermålade. Dessa återupptäcktes av professor Ewert Wrangel 1905. Takmålningarna visar berättelserna kring Jesu födelse – från bebådelsen och födelsen till barnamorden i Betlehem. Alla scener är inramade av medaljonger. 
Takmålningen är utförd i slutet av 1200-talet av den svenska målarmästaren Sighmunder, som signerat sitt verk i runskrift. Den räknas som ett av de mest framstående exemplen på medeltida målarkonst i Sverige.

## Inventarier
De flesta inventarier är överförda till Dädesjö nya kyrka. Kvar finns ett Sankt Olofsskåp daterat till 1200-talet samt en Madonnabild från samma århundrade.
- Kyrkan har inget instrument fram till 1988.

## Galleri

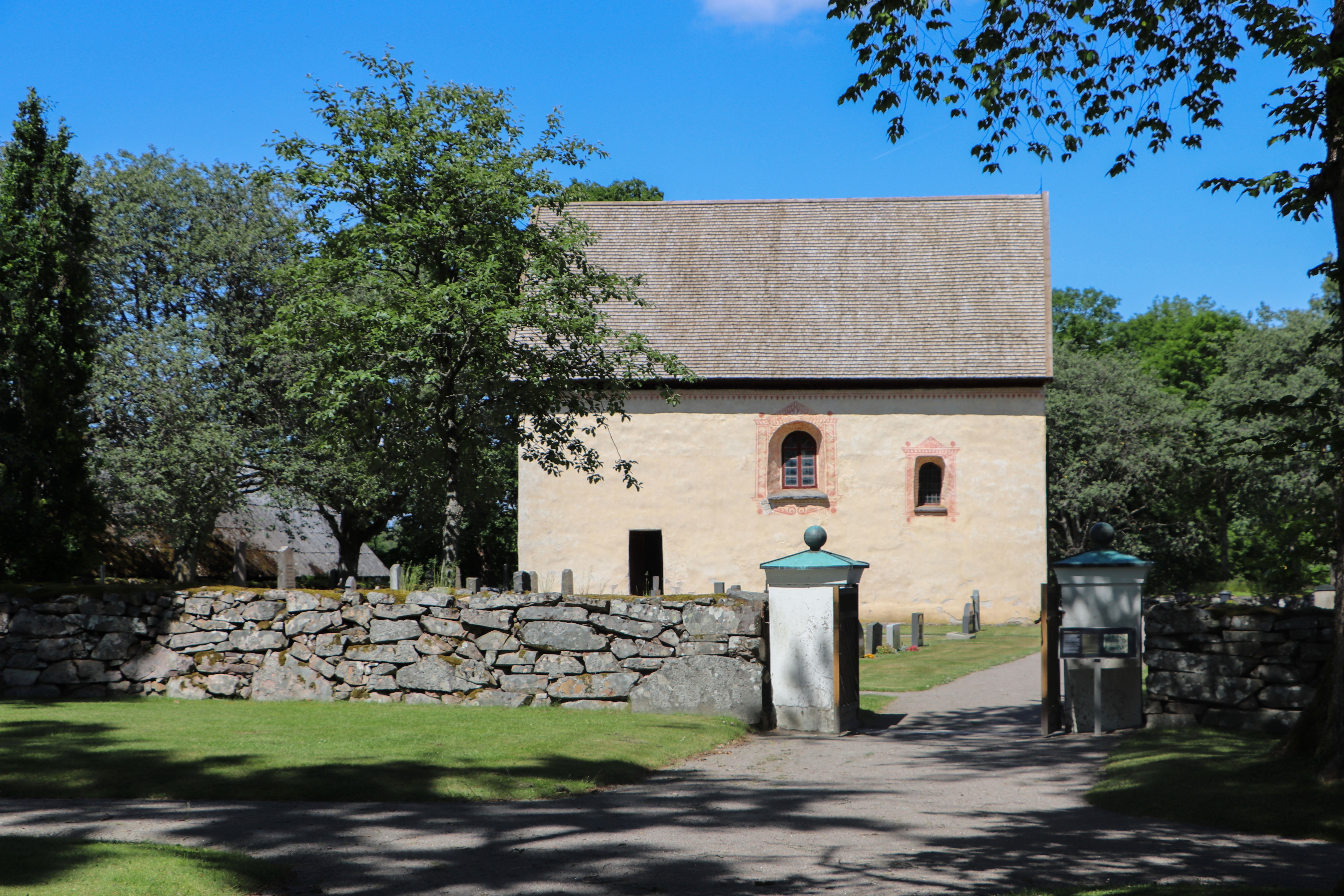
Kyrkan från söder.
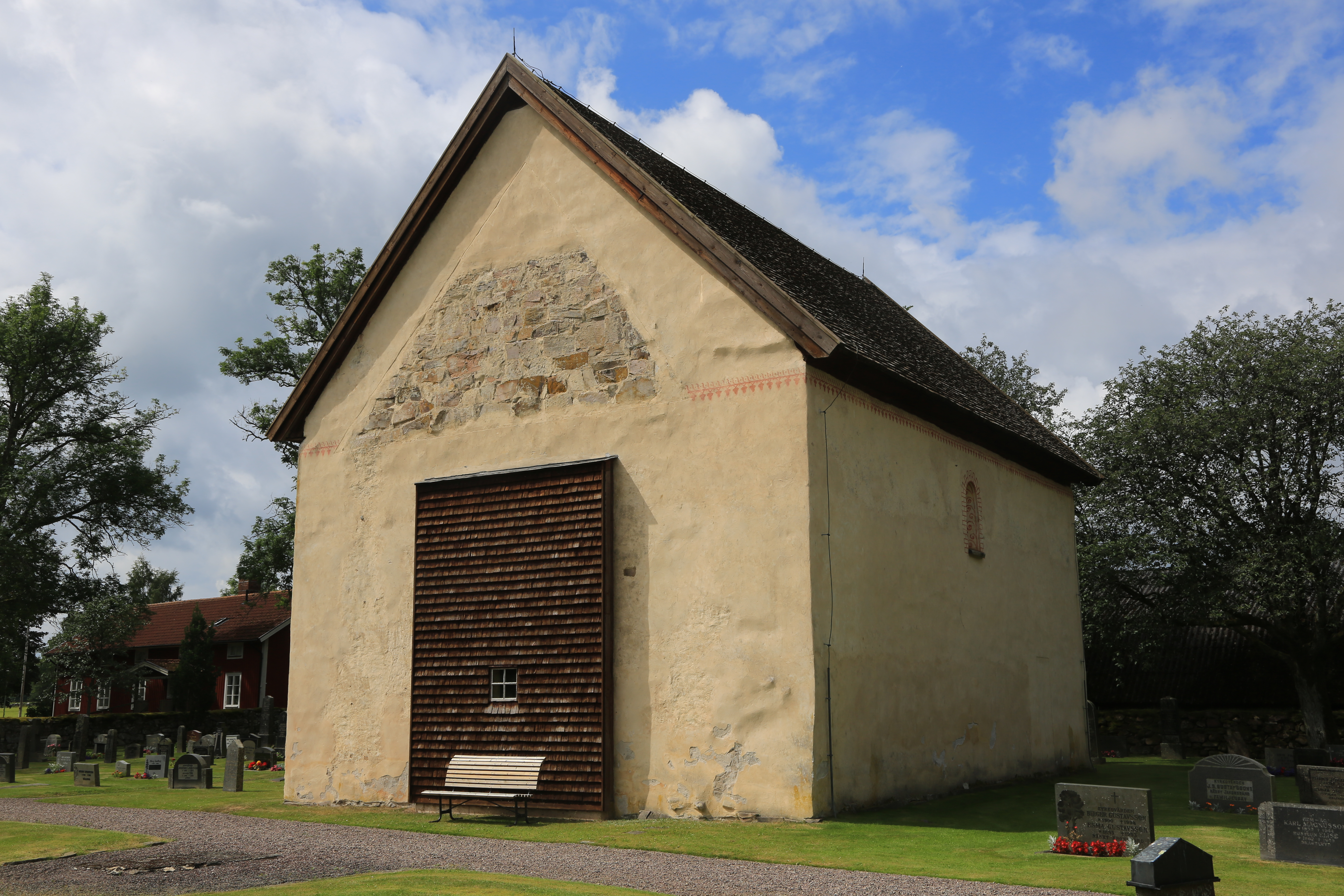
Exteriör från nordöst.
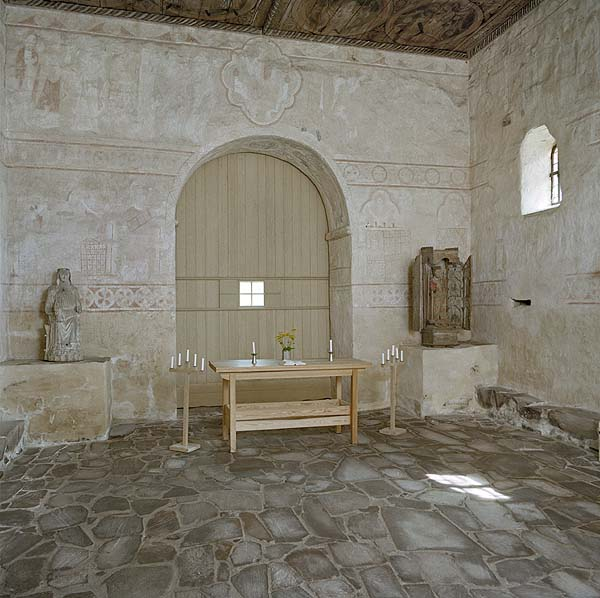
Interiör mot öster.
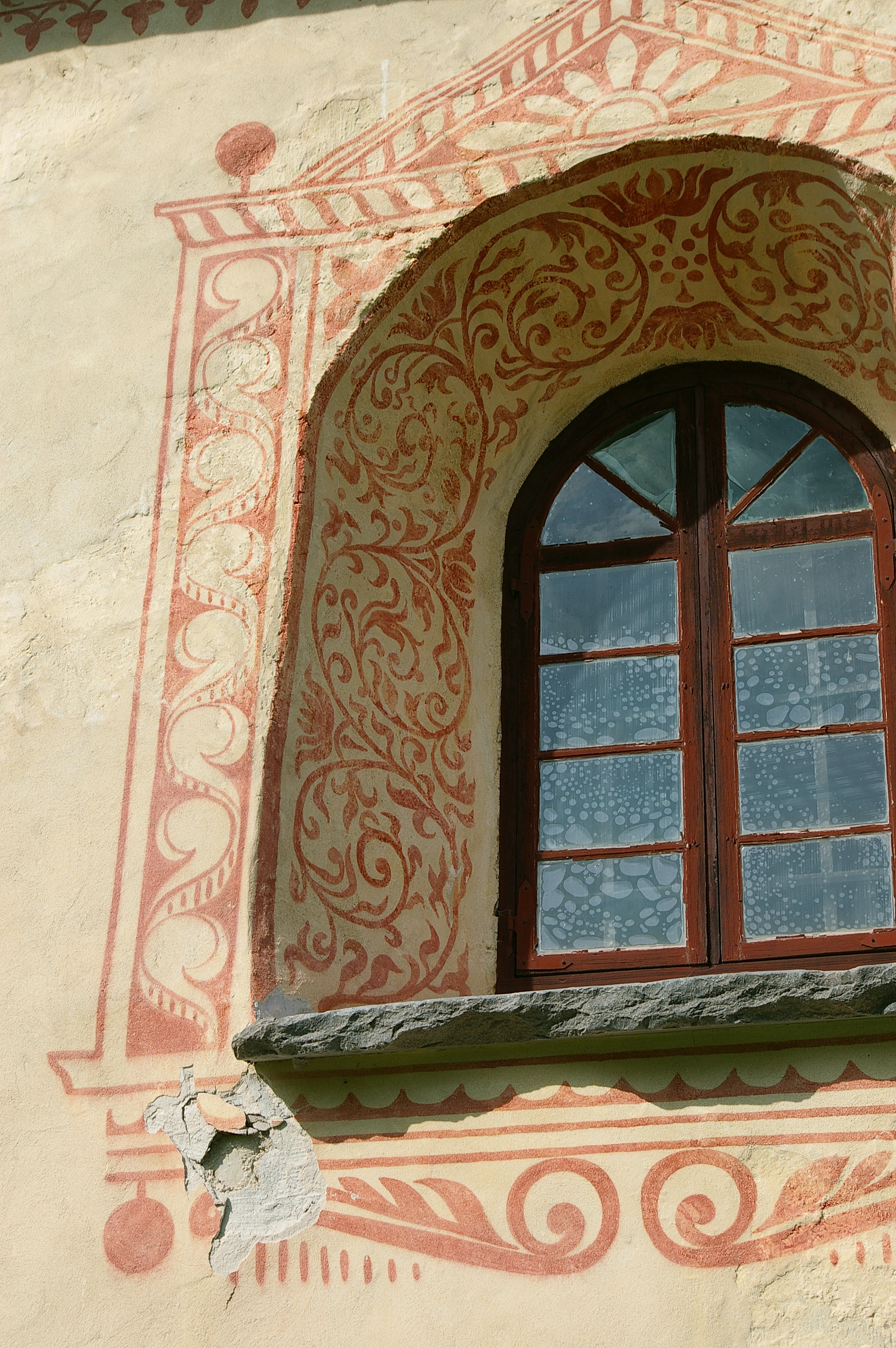
Dekor kring fönster.
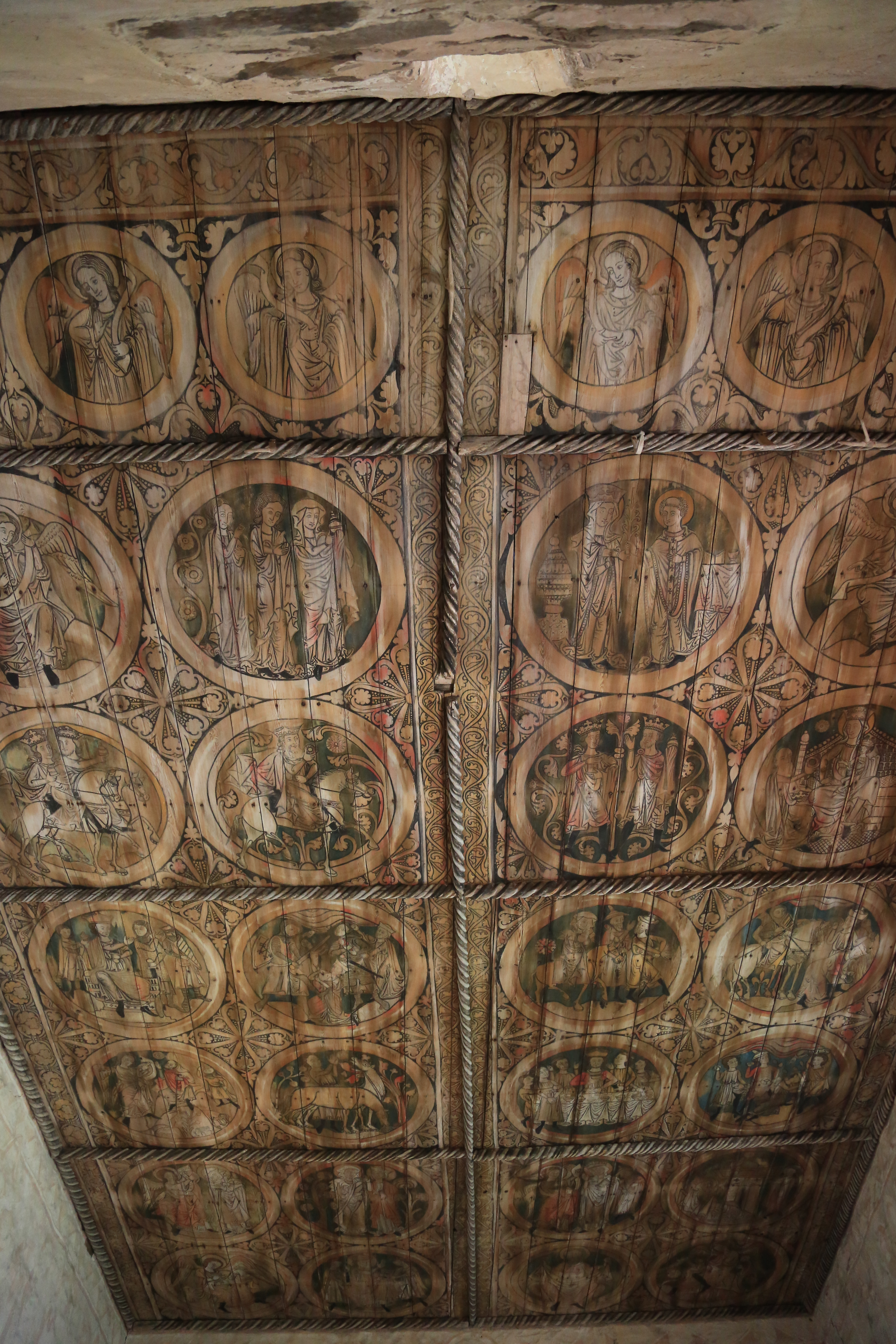
Del av taket.
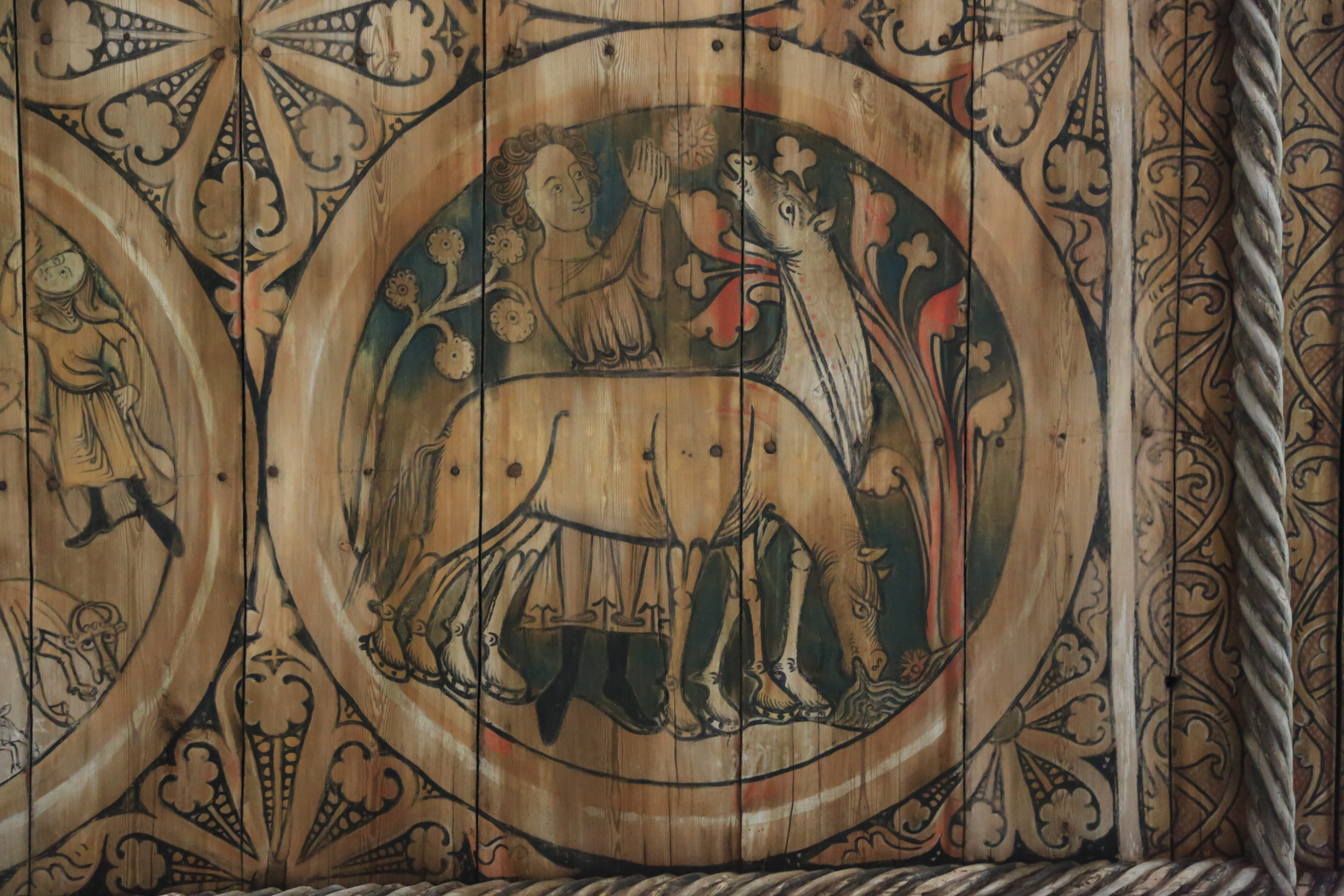
”Staffan stalledräng”, medaljonginramat motiv.
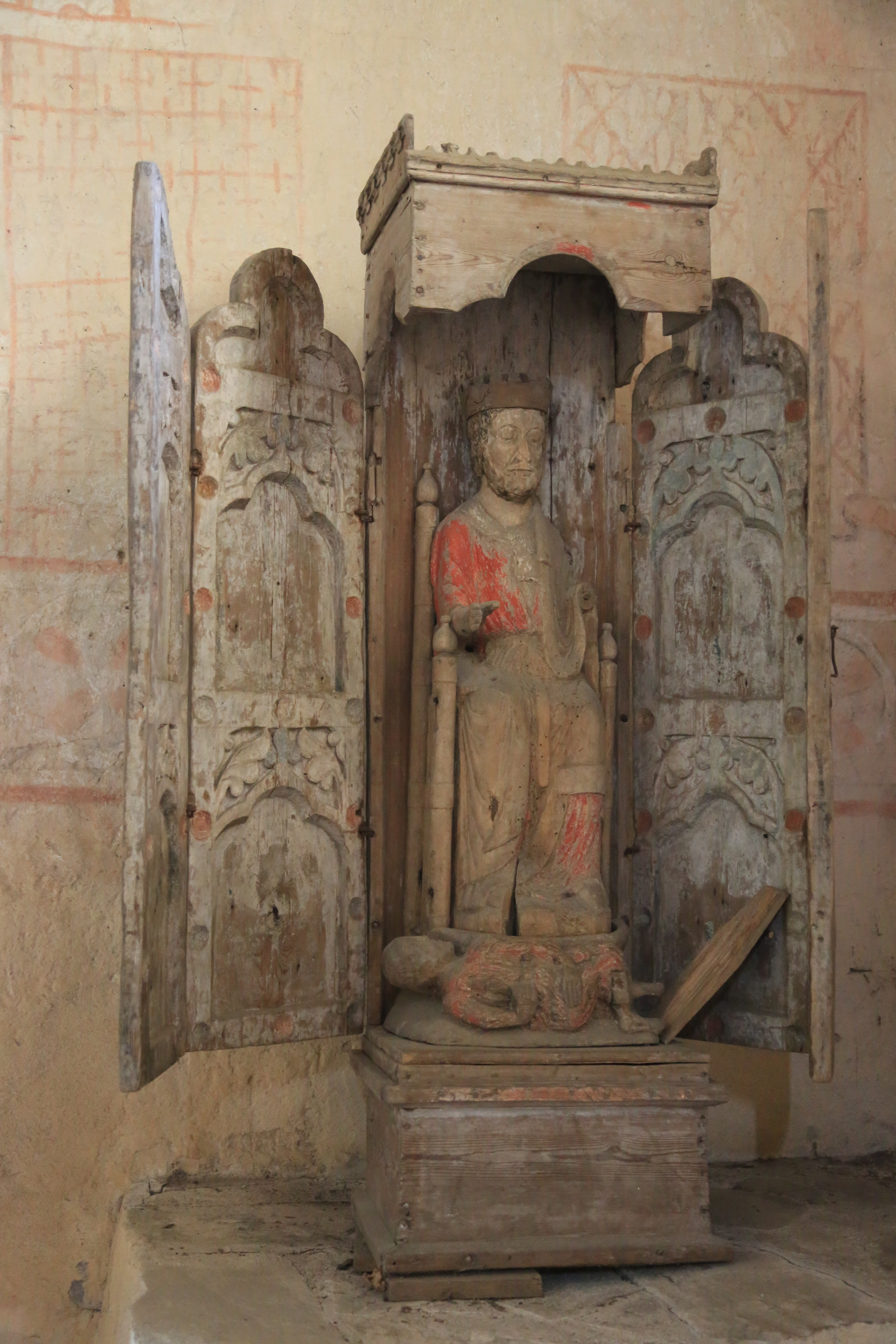
Medeltida Sankt Olovsskåp.
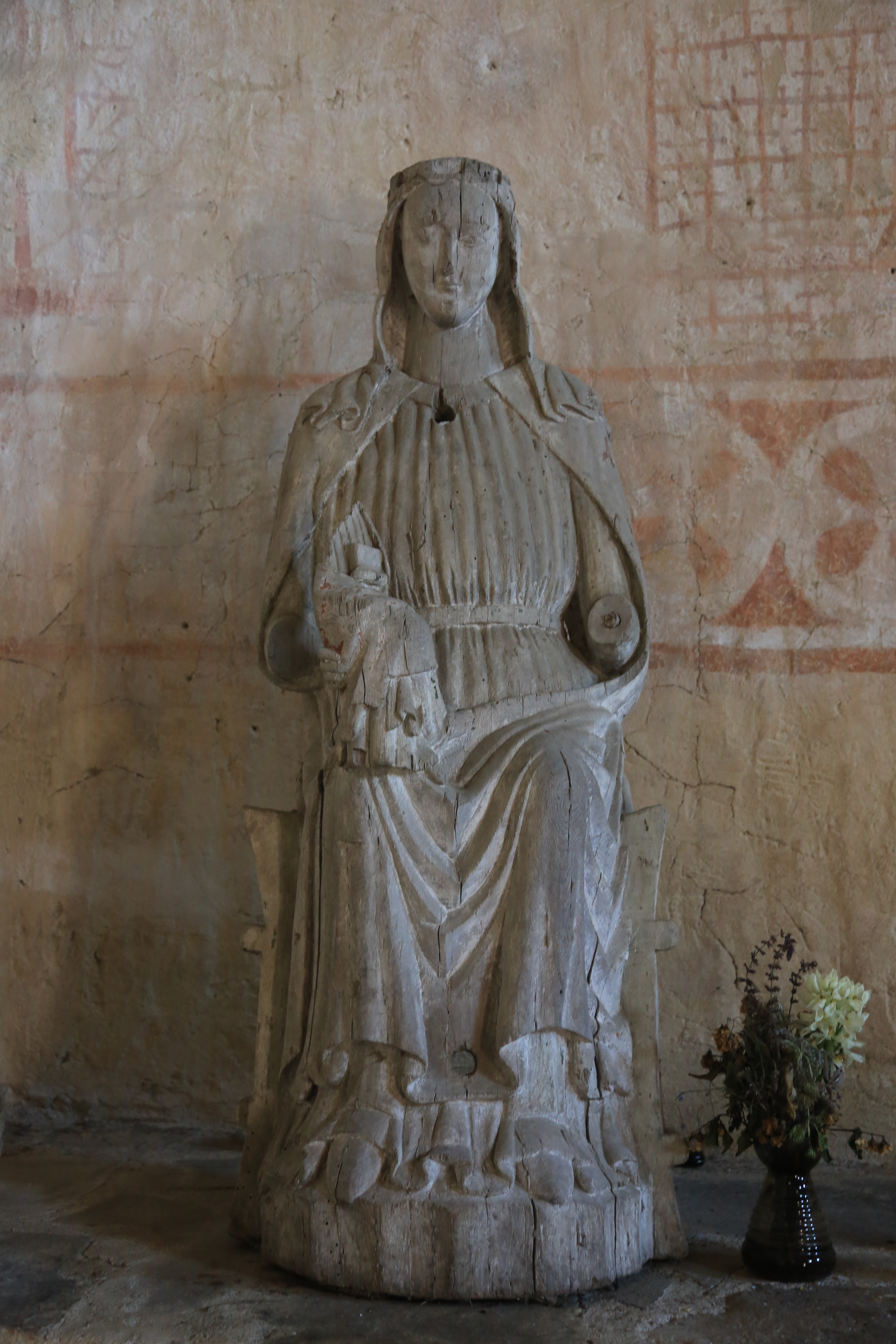
Madonna daterad till slutet av 1200-talet.